# Оаржа
Оаржа (рум. Oarja) — село у повіті Арджеш в Румунії. Входить до складу комуни Оаржа.
Село розташоване на відстані 95 км на захід від Бухареста, 14 км на південний схід від Пітешть, 103 км на північний схід від Крайови, 111 км на південний захід від Брашова.

## Населення
За даними перепису населення 2002 року у селі проживали 2255 осіб. Усі жителі села рідною мовою назвали румунську.
Національний склад населення села:
| Національність | Кількість осіб | Відсоток |
| -------------- | -------------- | -------- |
| румуни         | 2202           | 97,6%    |
| цигани         | 53             | 2,4%     |